# 马埃吕
马埃吕（法語：Mahéru，法語發音：[maeʁy] ⓘ）是法国奥恩省的一个市镇，属于莫尔塔涅欧佩什区。

## 地理
马埃吕（48°39'26"N, 0°25'55"E）面积19.63 平方千米，位于法国诺曼底大区奧恩省，该省份为法国西北部内陆省份，北起顺时针与卡爾瓦多斯省、厄尔省、厄尔-卢瓦省、萨尔特省、马耶讷省和芒什省接壤。
与马埃吕接壤的市镇（或旧市镇、城区）包括：费村、拉费里耶尔-欧杜瓦延、穆兰拉马什、萨尔特河畔圣阿尼昂、圣欧班德库特赖、圣戈比日-圣科隆布。

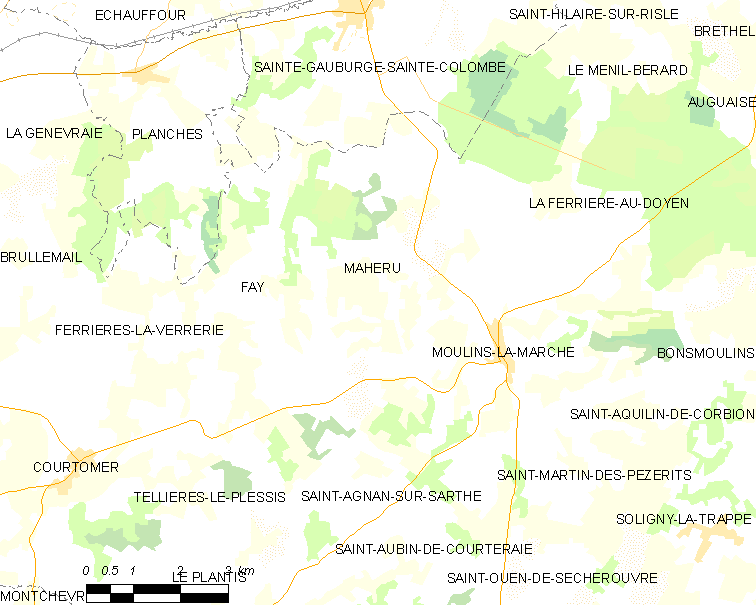
马埃吕的OSM定位图

马埃吕的时区为UTC+01:00、UTC+02:00（夏令时）。

## 行政
马埃吕的邮政编码为61380，INSEE市镇编码为61244。

## 政治
马埃吕所属的省级选区为赖村县。

## 人口

1962-2008年间马埃吕人口变化图示

马埃吕于2022年1月1日时的人口数量为275人。